# Szilágyi-Nagy Ildikó
Szilágyi-Nagy Ildikó (Veszprém, 1978. május 13. –) író, szerkesztő.

## Életrajz
2001-ben szerzett egyetemi diplomát (Janus Pannonius Tudományegyetem Bölcsészettudományi Kar, Pécs, magyar szak), ugyanebben az évben végzett a MÚOSZ Bálint György Újságíró Akadémia felsőfokú újságíró szakán. 2004-ig a Pécsi Tudományegyetem Irodalomtudományi Doktori Iskola doktorandusza A modernség alakulástörténete programon. 2008-ban szerzett PhD-fokozatot.
Irodalomkritikai írásaiban kortárs magyar prózával foglalkozik (Alföld, Kalligram, Kritika, Kortárs, Literatura, Napút, Új forrás, Szép literatúrai ajándék, Szépirodalmi Figyelő). 2008-tól a Szellemkép Szabadiskola hallgatója fotó szakon. 2001-től független újságíróként, majd kreatív szövegíróként dolgozik. 2009-2011-ig a Szellemkép vizuális művészeti folyóirat vezető szerkesztője. 2021-től az Olvasat folyóirat Zöld rovatának szerkesztője. Szépirodalmi írásai 1998 óta jelennek meg folyóiratokban (2000, Alföld, Ambroozia, Bárka, Előretolt Helyőrség irodalmi-kulturális melléklet, erdélyi Előretolt Helyőrség, Ex-Symposion, Életünk, Hitel, Irodalmi Jelen, Kalligram , Képírás, Kortárs, litera.hu, Magyar Műhely, Műhely, Marie Claire, Magyar Napló, Műút, Napút, Olvasat, Új Forrás, Új Horizont, Unikornis, Pannon tükör, Playboy, Prae, Puskin utca, Spanyolnatha.hu, Szép Literaturai Ajándék, The Room Fashion and Art, Székelyföld, Tiszatáj, ujnautilus.hu).
Első kötete novellafüzér, Valami jó testnyílás címmel jelent meg (2007), második kötete Emma Ovary, Hatszor gyorsabban öl címmel (regény, 2008). Harmadik kötete A bazsarózsás lampion Kísérethistória (regény, 2018). Formabontó a 2019-ben megjelent könyve, mely öröknaptárként használható: Az oroszlán tapintása 365+1 történet Öröknaptár. Az Éjszakai megszólítás című elbeszéléskötetbe (2021) azokat a Béla és Ani-történeteket gyűjtötte össze, melyeket folyóiratközlésekből is megismerhettek az olvasók.

## Fontosabb munkái
- Valami jó testnyílás. Novellák; JAK–L’Harmattan, Bp., 2007 (JAK füzetek)
- Emma Ovary: Hatszor gyorsabban öl. Regény; Prae.hu, Bp., 2008
- Bemutatott műve: Változó játékok/Changing games, Pilvax Players, New York, USA, Trans Art Area Gallery, 2011
- A bazsarózsás lampion. Kísértethistória; Előretolt Helyőrség Íróakadémia–Kárpát-medencei Tehetséggondozó Nonprofit Kft., Bp., 2018
- Az oroszlán tapintása. 365+1 történet. Öröknaptár; Magyar Napló–Fokusz Egyesület, Bp., 2019
- Éjszakai megszólítás; Előretolt Helyőrség Íróakadémia, Budapest, 2021

## Kiállítások

### Egyéni
- A depresszió, New York, USA, Tízezer lépés magyar könyvesbolt, 2009

### Csoportos
- Titkos város 1-19, Budapest, H, Magyar Alkotóművészek Háza, Gyermek-játék 2009
- Colorit, a Nárcisz című sorozatból 1 képpel, Budapest, H, Kiadó Kocsma Galéria, 2010
- Colorit,Voderady, Szlovákia, „Kézzel és Szívvel Művészeti Fesztivál”, 2010.

## Díjak, ösztöndíjak
- Móricz Zsigmond-ösztöndíj (2010)
- NKA Alkotói támogatás, 2014
- NKA Alkotói támogatás, 2017
- NKA Alkotói támogatás, 2020
- A Magyar Széppróza Napja alkalmából meghirdetett novellaíró verseny II. helyezése, 2020
- NKA Alkotói támogatás, 2022

## Külső hivatkozások
- Balogh Endre, Kiszorítják a férfiakat a nők? (Interjú Szilágyi-Nagy Ildikóval)[halott link]
- Az Előretolt Helyőrség Íróakadémia weboldala
- Volt egy ember, aki könyveket írt Kertész Dávid interjúja az Olvasat folyóiratban Az oroszlán tapintása című kötet megjelenése kapcsán
- A három márványfej című novella Turi Bálint színművész előadásában
- Portréfilm az Írókorzó című sorozatban
- KOMA – KOrtárs MAgyar nemzetközi könyvklub 3. Szilágyi-Nagy Ildikó: Éjszakai megszólítás
- versvideó: Bartók plusz Pilinszky plusz Szilágyi-Nagy, Profán Mária-himnusz
- Esszenciák Az élő irodalom élő témái Beszélgetés Erős Kingával, a Magyar Írószövetség szervezésében
- Irodalom, függőség, meditáció – Beszélgetés Kubiszyn Viktor íróval, drogmissziós konzultánssal
- A semleges test : a neutrális test elve és a flow alkalmazása amatőrök és félprofik táncoktatásában
- A Schüssler Natur Cosmedics interjúja[halott link]
- Az író a nyelvnek nem kalitkája, hanem égboltja A hónap alkotója interjú, Irodalmi Jelen